# Андрис Џерињш
Андрис Џерињш (лет. Andris Džeriņš — Јекабпилс, 14. фебруар 1988) професионални је летонски хокејаш на леду који игра на позицијама централног нападача. 
Члан је сениорске репрезентације Летоније за коју је на међународној сцени дебитовао на светском првенству 2010. године.
У периоду од 2009. до 2016. играо је у КХЛ лиги за екипу ришког Динама. 